# TTC Zugbrücke Grenzau

Logo des TTC Zugbrücke Grenzau

Der TTC Zugbrücke Grenzau ist ein deutscher Tischtennisverein aus dem Ort Höhr-Grenzhausen, der mit einer Männermannschaft in der Tischtennis-Bundesliga vertreten ist.

## Geschichte
| Kader der ersten Mannschaft | Kader der ersten Mannschaft | Kader der ersten Mannschaft | Kader der ersten Mannschaft | Kader der ersten Mannschaft | Kader der ersten Mannschaft |
| --------------------------- | --------------------------- | --------------------------- | --------------------------- | --------------------------- | --------------------------- |
| 2012/13                     | Gaćina                      | Filus                       | Pavelka                     | Z. Fejer-Konnerth           |                             |
| 2013/14                     | Gaćina                      | Yoshida                     | Pavelka                     | Jančařík                    |                             |
| 2014/15                     | Gaćina                      | Yoshida                     | Groth                       | Miño                        |                             |
| 2015/16                     | Gaćina                      | Yoshida                     | L. Qiu                      | Miño                        |                             |
| 2016/17                     | Kou                         | Sambe                       | L. Qiu                      |                             |                             |
| 2017/18                     | Kou → Schlichter            | Gerassimenko                | Cioti                       |                             |                             |
| 2018/19                     | Bobocica                    | Gerassimenko                | Lind                        | / Aguirre                   |                             |
| 2019/20                     | Bobocica                    | Sgouropoulos                | Lind                        | Jha                         |                             |
| 2020/21                     | Karakašević                 | Sgouropoulos                | Pletea                      | Devos                       |                             |
| 2021/22                     | Baum                        | Wu                          | Pletea                      | Feng                        | Hohmeier                    |
| 2022/23                     | Baum                        | Walker                      | Kubik                       | Feng                        | Hohmeier                    |
| 2023/24                     | Baum                        | Walker                      | Kubik                       | Feng                        |                             |
| 2024/25                     | Baum                        | Walker                      | Kubik                       | Feng                        | Mladenovic                  |

Im Jahre 1952 gründete der damals 16-jährige Manfred Gstettner den Verein TTC Grenzau. 1982 gelang der Aufstieg in die 1. Herren-Bundesliga (Park Lee Hee, Heiner Lammers, Robert Horsch, Markus Fischer, Manfred Baum, Paul Schmücker). Seither konnte der TTC Zugbrücke Grenzau 13 Titel auf nationaler und internationaler Ebene erreichen. Bekannte Spieler waren neben den genannten Jürgen Rebel und Ulf Bengtsson.
Schon in der ersten Bundesliga-Saison 1982/83 belegte Grenzau den zweiten Platz beim ETTU Cup, nach wenigen Jahren konnte sich der Verein an der Spitze der Bundesliga etablieren. Nach einem dritten Platz in der zweiten Saison und einem fünften in der ersten Saison mit Playoffs 1984/85 erreichte Grenzau fast zwanzig Jahre hintereinander mindestens das Playoff-Halbfinale. 1986/87 gewann der Verein mit dem ersten Meistertitel, der deutschen Pokalmeisterschaft und dem Europapokal das Triple, der Europapokal konnte im Jahr darauf zum zweiten Mal gewonnen werden.
Nach „nur“ drei zweiten Plätzen in der Saison 1989/90 – deutsche Meisterschaft, deutscher Pokal, Europapokal – gab Karl Kamps 1990 das Amt des Cheftrainers auf. Sein Nachfolger wurde der Rumäne Emmerich Terebesi, Kamps wurde Manager. 1990/91 folgte dann der zweite Meistertitel. 1992 wurde Terebesi von dem Serben Milan Stencel als Trainer abgelöst. 1992/93 gelang ein weiterer Pokalsieg, 1993/94 der nächste Meistertitel. 1994 verließ Kamps den Verein und wurde Manager beim CFC Hertha 06 Berlin. Im Dezember 1995 kehrte er wieder zurück und wurde schließlich 1997 von Andreas Holz abgelöst. Später übernahm der Spieler Andrzej Grubba das Training. Er wurde nach seinem Weggang 2002 von Emmerich Terebesi abgelöst. Weitere Trainer waren Chen Zhibin, Michele Comparato (bis 2010) und Anton Stefko (seit 2010).
In der Bundesliga 2004/05 schaffte Grenzau zum ersten Mal seit 1985 keine Platzierung unter den besten vier Mannschaften und war auch in den Jahren danach nur unregelmäßig in den Playoffs vertreten. 2006/07 gelang noch einmal das Erreichen des ersten Tabellenplatzes und der Finaleinzug, dieses ging aber gegen den TTC Frickenhausen verloren. Die übrigen Playoff-Teilnahmen seit diesem Jahr endeten bereits im Halbfinale, so auch 2014/15, als Grenzau nach einer starken Saison den zweiten Platz der Abschlusstabelle belegte, dann aber gegen Fulda ausschied. Im Jahr darauf wurde der Club durch mehrere Verletzungen behindert und erreichte nur Platz 7. Die beiden Führungsspieler Andrej Gaćina und Masaki Yoshida verließen den Club nach dieser Saison und wurden durch Kou Lei und den bis dahin in der zweiten Liga spielenden Kohei Sambe ersetzt, während Dirk Wagner neuer Trainer wurde. Mit zwei Siegen aus 16 Spielen wurde Grenzau Letzter, musste wegen der geplanten Aufstockung der Liga auf zwölf Mannschaften aber nicht absteigen. Zur Saison 2017/18 verließen Kohei Sambe und Liang Qiu den Verein, für sie kamen Kirill Gerassimenko und Constantin Cioti. Nach der Hinrunde wurde Spitzenspieler Kou Lei entlassen, da er sich für den 10. Spieltag krankgemeldet, aber gleichzeitig in einem Turnier im Oman gespielt hatte, und durch den für die zweite Mannschaft in der Oberliga spielenden Jörg Schlichter ersetzt. Danach gelang Grenzau kein Sieg mehr, und der Verein wurde mit zwei Siegen Letzter, d. h. Zehnter, da sich nach der letzten Saison nur ein Aufsteiger gefunden hatte, sodass Grenzau auch 2018 nicht abstieg. Nach dieser Saison blieb nur Gerassimenko, der durch Mihai Bobocica, Anders Lind und Marcelo Aguirre ergänzt wurde. In dieser Besetzung spielte Grenzau wieder erfolgreicher, sieben Siege aus zwanzig Spielen reichten – punktgleich mit dem Tabellenachten – für den neunten von elf Plätzen.
Für Gerassimenko und Aguirre kamen danach Ioannis Sgouropoulos und Kanak Jha. Zudem wurde der Cheftrainer Dirk Wagner durch Chris Pfeiffer aus Mainz ersetzt. Mit dem elften von zwölf Plätzen konnte mangels Aufstiegskandidaten auch 2020 der Klassenerhalt gesichert werden, danach wurde erneut fast der komplette Kader ausgewechselt; es blieb lediglich Sgouropoulos, der durch Cristian Pletea, Robin Devos und Aleksandar Karakašević ergänzt wurde, neuer Trainer wurde Colin Heow. Nach einem elften Platz, der wieder für den Klassenerhalt reichte, gab es erneut große personelle Veränderungen: Diesmal blieb nur Pletea, hinzu kamen Patrick Baum, Wu Jiaji und Nils Hohmeier sowie als Trainer Slobodan Grujić. Für die Rückrunde wurde später zusätzlich Feng Yi-Hsin verpflichtet. Nachdem Grenzau 2022 zum dritten Mal in Folge den elften Platz belegt hatte, wurden Wu und Pletea durch Samuel Walker und Maciej Kubik ersetzt. In dieser Besetzung gelang das Erreichen des zehnten Platzes und damit der reguläre Klassenerhalt, danach verließ Hohmeier den Verein. 2024 belegte Grenzau – punktgleich mit dem Sechstplatzierten Ochsenhausen – den neunten Platz, zur Folgesaison wurde Luka Mladenovic verpflichtet. In dieser Saison gab der zu diesem Zeitpunkt erst elf Jahre alte Marlon Börner sein Bundesligadebüt für die Grenzauer.

## Saisondaten
| Liga       | 0 Spielklasse 0 | 0 Saison 0 | 0 Platz (von) 0 | 0Spiele0 | Punkte | Anmerkungen          |
| ---------- | --------------- | ---------- | --------------- | -------- | ------ | -------------------- |
| Bundesliga | 1. Liga         | 1982/83    | 7 (10)          | 123:128  | 16:20  |                      |
| Bundesliga | 1. Liga         | 1983/84    | 3 (10)          | 147:83   | 27:9   |                      |
| Bundesliga | 1. Liga         | 1984/85    | 6 (10)          | 122:133  | 15:21  | Playoff-Fünfter      |
| Bundesliga | 1. Liga         | 1985/86    | 2 (10)          | 151:83   | 28:8   | Playoff-Dritter      |
| Bundesliga | 1. Liga         | 1986/87    | 2 (10)          | 154:68   | 31:5   | Meister              |
| Bundesliga | 1. Liga         | 1987/88    | 4 (10)          | 137:83   | 25:11  | Playoff-Halbfinalist |
| Bundesliga | 1. Liga         | 1988/89    | 1 (10)          | 152:67   | 31:5   | Playoff-Finalist     |
| Bundesliga | 1. Liga         | 1989/90    | 1 (10)          | 158:51   | 34:2   | Playoff-Finalist     |
| Bundesliga | 1. Liga         | 1990/91    | 2 (10)          | 98:49    | 26:10  | Meister              |
| Bundesliga | 1. Liga         | 1991/92    | 3 (10)          | 91:64    | 24:12  | Playoff-Halbfinalist |
| Bundesliga | 1. Liga         | 1992/93    | 1 (10)          | 105:48   | 33:3   | Playoff-Halbfinalist |
| Bundesliga | 1. Liga         | 1993/94    | 1 (10)          | 102:49   | 31:5   | Meister              |
| Bundesliga | 1. Liga         | 1994/95    | 1 (12)          | 126:72   | 38:6   | Playoff-Finalist     |
| Bundesliga | 1. Liga         | 1995/96    | 3 (12)          | 117:69   | 33:11  | Playoff-Halbfinalist |
| Bundesliga | 1. Liga         | 1996/97    | 3 (12)          | 115:66   | 33:11  | Playoff-Finalist     |
| Bundesliga | 1. Liga         | 1997/98    | 2 (10)          | 100:57   | 30:6   | Playoff-Zweiter      |
| Bundesliga | 1. Liga         | 1998/99    | 1 (9)           | 92:39    | 28:4   | Meister              |
| Bundesliga | 1. Liga         | 1999/00    | 2 (10)          | 94:51    | 27:9   | Playoff-Finalist     |
| Bundesliga | 1. Liga         | 2000/01    | 1 (10)          | 107:28   | 35:1   | Meister              |
| Bundesliga | 1. Liga         | 2001/02    | 1 (10)          | 103:34   | 33:3   | Meister              |
| Bundesliga | 1. Liga         | 2002/03    | 1 (10)          | 96:50    | 30:6   | Playoff-Finalist     |
| Bundesliga | 1. Liga         | 2003/04    | 1 (9)           | 90:45    | 27:5   | Playoff-Finalist     |
| Bundesliga | 1. Liga         | 2004/05    | 7 (9)           | 58:69    | 11:21  |                      |
| Bundesliga | 1. Liga         | 2005/06    | 3 (10)          | 89:69    | 24:12  | Playoff-Halbfinalist |
| Bundesliga | 1. Liga         | 2006/07    | 1 (10)          | 101:67   | 29:7   | Playoff-Finalist     |
| Bundesliga | 1. Liga         | 2007/08    | 5 (10)          | 81:76    | 21:15  |                      |
| Bundesliga | 1. Liga         | 2008/09    | 6 (9)           | 28:31    | 14:18  |                      |
| Bundesliga | 1. Liga         | 2009/10    | 4 (10)          | 39:36    | 18:18  | Playoff-Halbfinalist |
| Bundesliga | 1. Liga         | 2010/11    | 4 (10)          | 42:32    | 24:12  | Playoff-Halbfinalist |
| Bundesliga | 1. Liga         | 2011/12    | 7 (10)          | 25:45    | 14:22  |                      |
| Bundesliga | 1. Liga         | 2012/13    | 6 (8)           | 22:32    | 10:18  |                      |
| Bundesliga | 1. Liga         | 2013/14    | 6 (10)          | 39:38    | 18:18  |                      |
| Bundesliga | 1. Liga         | 2014/15    | 2 (10)          | 47:31    | 26:10  | Playoff-Halbfinalist |
| Bundesliga | 1. Liga         | 2015/16    | 7 (10)          | 35:39    | 14:22  |                      |
| Bundesliga | 1. Liga         | 2016/17    | 9 (9)           | 18:44    | 4:28   | Klassenerhalt1       |
| Bundesliga | 1. Liga         | 2017/18    | 10 (10)         | 15:52    | 4:32   | Klassenerhalt1       |
| Bundesliga | 1. Liga         | 2018/19    | 9 (11)          | 31:46    | 14:26  |                      |
| Bundesliga | 1. Liga         | 2019/20    | 11 (12)         | 24:56    | 6:36   | Klassenerhalt2       |
| Bundesliga | 1. Liga         | 2020/21    | 11 (12)         | 19:61    | 6:38   | Klassenerhalt2       |
| Bundesliga | 1. Liga         | 2021/22    | 11 (12)         | 29:53    | 12:32  | Klassenerhalt2       |
| Bundesliga | 1. Liga         | 2022/23    | 10 (12)         | 36:51    | 18:26  |                      |
| Bundesliga | 1. Liga         | 2023/24    | 9 (11)          | 33:44    | 18:22  |                      |

1da Aufstockung der Liga auf 12 Teams
2da nur ein oder gar kein Aufsteiger

## Namensgebung
Manfred Gstettner ist auch Besitzer des Wellnesshotels „Zugbrücke“. Dies erlaubt es ihm, als Sponsor für den Verein aufzutreten. 1975 eröffnete er noch eine Tischtennisschule, in der die Spitzenspieler seines Vereins unterrichten. 2009 zog er sich aus dem Management des Vereins zurück.

## Titel

### Deutscher Mannschaftsmeister
- 1986/87: Andrzej Grubba, Georg Böhm, Engelbert Hüging, Josef Böhm, Hans-Jürgen Fischer, Markus Fischer, Ralf Dooley
- 1990/91: Andrzej Grubba, Carl Prean, Georg Böhm, Peter Franz, Anton Stefko, Frank Heggenberger, Kay-Andrew Greil
- 1993/94: Andrzej Grubba, Andras Podpinka, Georg Böhm, Oliver Alke, Kay-Andrew Greil
- 1998/99: Chen Zhibin, Petr Korbel, Andrzej Grubba, Lucjan Błaszczyk, Steffen Fetzner
- 2000/2001: Chen Zhibin, Ma Wenge, Petr Korbel, Lucjan Błaszczyk, Steffen Fetzner; Trainer: Andrzej Grubba
- 2001/2002: Chen Zhibin, Ma Wenge, Petr Korbel, Lucjan Błaszczyk; Trainer: Andrzej Grubba

### Deutscher Pokalsieger
- 1986/1987: Andrzej Grubba, Georg Böhm, Engelbert Hüging
- 1992/1993: 4:2-Sieg über Spvg Steinhagen.[19]: Andrzej Grubba, Georg Böhm, Richard Prause
- 1996/97: Zwar gewann Grenzau im Dezember 1996 das Endspiel gegen Borussia Düsseldorf mit 4:3, der Sieg wurde aber nachträglich vom Ligasekretär aberkannt. Zu diesem Zeitpunkt war umstritten, wie das Bosman-Urteil in der laufenden Saison umgesetzt werden kann. Grenzau setzte im Endspiel mit Andrzej Grubba (Polen) und Wang Tao (China) zwei Spieler aus Ländern ein, die nicht zur EU gehörten; allerdings zählte Polen zu einem EU-assoziierten Land. Dies wurde vom Ligaausschuss als regelwidrig bewertet.[20] Das DTTB-Bundesgericht sowie das Landgericht Frankfurt bestätigten diese Auffassung.[21]
- 2000/2001: Chen Zhibin, Ma Wenge, Petr Korbel, Lucjan Błaszczyk, Steffen Fetzner; Trainer: Andrzej Grubba
- 2005/2006: Cheung Yuk, Lucjan Błaszczyk, Tomasz Pavelka

### Europapokal der Landesmeister
- 1986/87: Andrzej Grubba, Georg Böhm, Josef Böhm; Endspiel gegen ATSV Saarbrücken
- 1987/88: Shi Zhihao, Georg Böhm, Engelbert Hüging[22]; Endspiel gegen Spartacus Budapest

### Champions League
- 1999/2000 (Qualifikation): Chen Zhibin, Petr Korbel, Lucjan Błaszczyk, Steffen Fetzner

### ETTU-Nancy-Evans Cup
- 1997/98:[23] Andrzej Grubba, Petr Korbel, Steffen Fetzner, Lucjan Błaszczyk